# Gofítskoie (Krasnodar)
Gofítskoie (en rus : Гофицкое) és un selo del raió de Labinsk del krai de Krasnodar, en el sud de Rússia. Està situat a la vora septentrional del Gran Caucas, en la riba dreta del Bolshaya Labà, constituent del riu Labà, afluent del riu Kuban, enfront de Chernorechenskaya, 47 km al sud-est de Labinsk i 178 km al sud-est de Krasnodar, la capital del krai. Tenia 592 habitants en 2010
Pertany al municipi d'Otvazhnenkoye.

## Història
Abans de la Gran Guerra Pàtria era conegut com a Zabolotni.

## Economia i transport
Fins a 2005, any en el qual va caure en fallida, funcionava a la localitat la formatgeria Gofitski syrzavod (Гофицкий сырзавод). Poc després va tancar també la panificadora, reduint-se sensiblement el nombre de caps de bestiar en la localitat. Queda en funcionament una lleteria.
És a la carretera Labinsk-Ajmetovskaya, que constitueix el seu carrer principal, el carrer Lenin.